# Coenosia semialba
Coenosia semialba är en tvåvingeart som först beskrevs av Malloch 1922.  Coenosia semialba ingår i släktet Coenosia och familjen husflugor. Inga underarter finns listade i Catalogue of Life.